# تاکستان (شهر)
تاکستان (به تاتی: سیادن/Siyâden) مرکز اداری شهرستان تاکستان در استان قزوین در شمال غربی ایران است. این شهر دومین شهر بزرگ و سومین شهر پرجمعیت استان قزوین می‌باشد. تاکستان بزرگ‌ترین شهر تات‌نشین و تات‌زبان ایران است. از این رو به پایتخت تات‌زبانان جهان معروف است. همچنین به دلیل وجود باغات گسترده انگور در این شهر، به آن لقبِ شهر «خوشه‌های زرین» داده شده است. تاکستان در فاصله ۱۷۹ کیلومتری از غرب پایتخت قرار گرفته است که از جاده ۳۲، جاده ۳۸ و آزادراه ۲ به آن متصل است.

## تاریخچه
تاکستان را با پیشینه‌ای حدود ۷۰۰۰ سال جزو قدیمی‌ترین شهرهای ایران و جهان دانسته‌اند. این منطقه مسیر عبور جاده قدیمی، پررفت‌وآمد و جهانی ابریشم بوده که کشورهای دیگر جهان برای تصاحب آن جنگ‌های زیادی کرده‌اند. تاکستان که به سرزمین تات‌ها معروف بوده، درگذشته «سیاده» یا «سیادهن» نامیده می‌شد. نام «سیادهن» بر روی یکی از کتیبه‌های دوران هخامنشی موسوم به پیوتین گرایا حک شده است. این کتیبه که از قدیمی‌ترین اسناد نوشتاری این شهرستان است، به زبان یونانی نوشته شده و هم‌اکنون در موزه شهر وین، نگهداری می‌شود. تاکستان در غرب قزوین واقع شده و عوامل اقتصادی از جمله آب و هوای مناسب، حاصل خیزی خاک و دسترسی به آب مورد نیاز برای کشاورزی سبب گسترش و توسعه اقتصادی تاکستان شده است. باغ‌های انگور این شهرستان شهرت فراوانی دارند که در کنار دشت‌های حاصل خیز و پربرکت منطقه؛ علاوه بر جاذبه‌های خاص، کشت انواع محصولات کشاورزی نیز در آن‌ها جریان دارد. آثار به‌دست آمده در اکتشافات از تپهٔ خله کوه در موزه لوور نگهداری می‌شود.
تاکستان دومین شهر بزرگ استان قزوین از نظر وسعت و سومین شهر پرجمعیت استان قزوین است.
زبان و جمعیت عمده این شهر تاتی است.
مردم در تاکستان به شهرِ خود سیادن (Siyâden)، به مردم شهر سیادنیچ (Siadenich) و به زبانِ خود تاتی یا سیادنیجی (Siyâdeniji) می‌گویند.
پسوند «ایچ» در زبان اوستایی به معنی «نژاد» است. نام کشور ایران نیز نخستین بار به ریخت «ایرانویچ» در کتاب اوستا آمده است. نام پیشین شهر تاکستان، سیادِهِن یا سیادُهُن هم ثبت شده است. برخی بخشِ «-دِهِن» را در نام سیادهن با مورد مشابه آن در نام‌های رودهن و بومهن یکی می‌دانند.
در منطقه تات‌نشین سیه‌زن قفقاز نیز روستایی به نام سیادن/سیادهن دیده می‌شود.
نامِ تاکستان را فرهنگستان زبان و ادب پارسی در دورهٔ رضاشاه پهلوی برگزید و شوند آن بودن باغ‌های انگور فراوان در این شهرستان است. تاک در زبان پارسی به معنای «درخت انگور» و تاکستان به معنای «باغ انگور» است.
تاکستان تا قبل از سال ۱۳۷۶ جزو استان زنجان محسوب می‌شد و بعد از زنجان دومین شهر بزرگ این استان به‌شمار می‌رفت. طی آمار جمعیت سال ۱۳۷۵ تاکستان دومین شهر بزرگ استان زنجان و در آستانه تبدیل شدن به فرمانداری ویژه بوده است که از استان زنجان جدا و به استان تازه تشکیل شده قزوین پیوست. هم‌اکنون بسیاری از تأسیسات شهرستان تاکستان به نام منطقه شمالغرب زنجان الحاق می‌شود؛ و شهر تاکستان سومین شهر بزرگ استان بعد شهرهای قزوین و الوند محسوب و شهرستان تاکستان نیز در درجه سومین شهرستان مهم استان قرار دارد.

## چهره‌های مشهور

### خواننده‌ها
- قمرالملوک وزیری
- سوسن

### ورزشکاران
- حمیدرضا طاهرخانی (بازیکن فوتبال)
- شاهین طاهرخانی (بازیکن فوتبال)
- سهند الله وردیان (بازیکن والیبال)
- حمیدرضا طاهرخانی (بازیکن تنیس روی میز)
- آرین رحمانی (بسکتبالیست)
- غلامرضا طاهرخانی (داور کشتی)[۱۰]
- علیرضا طاهرخانی (داور فوتبال)

### افراد سیاسی
- قهرمان رحمانی (نماینده سابق مجلس)
- رجب رحمانی (نماینده سابق مجلس)
- عباس بیگدلی (نماینده مجلس)
- بهمن طاهرخانی (نماینده سابق مجلس)
- امیر طاهرخانی (نماینده سابق مجلس)
- حبیب‌الله طاهرخانی (معاون وزیر راه دولت دوازدهم)[۱۱]

### افراد مشهور
- حلیمه سعیدی (بازیگر)[۱۲]
- عباس رحمانی-تات (تات‌شناس)[۱۳]
- علی پدرام (شاعر و تات‌شناس)[۱۴]
- عباس طاهری (شاعر و تات‌شناس)
- محمدرضا رحمانی (کارگردان)
- حسین لشکری (خلبان)[۱۵]
- محمدرضا رحمانی (خلبان)[۱۶]
- رضا رحمانی (مجری برنامه تاتی زبون)[۱۷]

## جغرافیا

### مکان‌نگاری جغرافیایی
تاکستان در مدار °۴۹ شرقی و °۳۶ شمالی قرار دارد. ارتفاع متوسط شهر تاکستان از سطح دریا ۱۲۶۵ متر می‌باشد. تاکستان از سمت شمال به کوهین، از شرق به اقبالیه و قزوین، از جنوب شرق به بوئین‌زهرا، از جنوب به شهر اسفرورین، از جنوب غرب به آبگرم، از غرب به ابهر، زنجان و از شمال غرب به سلطانیه راه پیدا می‌کند.

## مردم شناسی

### جمعیت
جمعیت شهر تاکستان در سرشماری سال ۱۳۹۵، برابر با ۸۰،۲۹۹ نفر بوده است.

## فهرست شهرداران
| ردیف | نام و نام خانوادگی | بازه زمانی        |
| ---- | ------------------ | ----------------- |
| ۱    | یدالله رحمانی      | ۱۳۳۷–۱۳۶۲         |
| ۲    | اسماعیل صمدی       | ۱۳۶۲–۱۳۶۶         |
| ۳    | غفاری              | ۱۳۶۶–۱۳۶۸         |
| ۴    | مرتضی فهامی        | ۱۳۶۸–۱۳۷۰         |
| ۵    | میرحسینی           | ۱۳۷۰–۱۳۷۲         |
| ۶    | میرشفیعی           | ۱۳۷۲–۱۳۷۴         |
| ۷    | علی رحمانی         | ۱۳۷۴–۱۳۷۶         |
| ۸    | رحیم شیرازی        | ۱۳۷۶–۱۳۷۸         |
| ۹    | کریم شایان راد     | ۱۳۷۸–۱۳۸۰         |
| ۱۰   | مجید کشاورزمهر     | ۱۳۸۰–۱۳۸۲         |
| ۱۱   | حسین طاهرخانی      | ۱۳۸۲–۱۳۸۶         |
| ۱۲   | گودرز رحمانی       | ۱۳۸۶–۱۳۸۸         |
| ۱۳   | رضا طاهرخانی       | ۱۳۸۸–۱۳۹۰         |
| ۱۴   | شهروز رحمانی       | ۱۳۹۰–۱۳۹۱         |
| ۱۵   | گودرز رحمانی       | ۱۳۹۱–۱۳۹۴         |
| ۱۶   | اصغر تقی پور       | ۱۳۹۴ به مدت ۶ ماه |
| ۱۷   | حسین بهزاد پور     | ۱۳۹۴–۱۳۹۸         |
| ۱۸   | محمد پیری          | ۱۳۹۸–۱۴۰۰         |
| ۱۹   | کیوان رحمانی       | ۱۴۰۰-اکنون        |

## بیمارستان‌ها
- بیمارستان تأمین اجتماعی
- بیمارستان شفا[۱۸]

## محله‌ها
■محله‌های قدیمی تاکستان که عموماً ناحیه جنوبی شهر را تشکیل می‌دهند شامل:
- سنگر (سنگل)
- راه اَک (اکرا)
- دره محله (دره مله)
- راه شهر (شررا)
- راه آسیاب (آسیارا)
- راه قره باغ (قاراباقارا)
- راه دیال آباد (دویارا)

به مجموع محله‌های جنوبی در مرکز، مرکز شهر/داخل شهر نیز اطلاق می‌شود.
■محله‌های تاکستان امروزی که نامگذاریشان اکثراً بر اساس نام خیابان‌ها یا بلوارهای شهر است، شامل:
| مرکزی | بانک ملی (عمارت شاهی) • خط زنجان (زنگونخط) • پانزده خرداد • بازار• راه‌آهن • سیدجمال الدین |
| شمالی | محله‌های بلوار: بازیار•ولیعصر•توحید•غفاری•فکوری                                            |
| شرقی  | دخانیات • هاشمی نژاد • دادگستری                                                           |
| غربی  | معلم • شهربازی • بیمارستان                                                                |

■با توجه به ارائه طرح تفصیلی اراضی شمالی کمربندی از سوی شهرداری و مجتمع‌ها و شهرک‌های درحال تکمیل، نام گذاری برخی از شهرک‌ها انجام شده که به شرح زیر می‌باشد:
- شهرک مهر
- شهرک فرهنگیان (گلستان)
- مسکن ملی

## ترابری

### حمل و نقل جاده ای
شهر تاکستان یکی از مهم‌ترین تقاطع‌های شاهراهی غرب کشور محسوب می‌گردد.
راه‌های مهم کشور که از تاکستان عبور کرده یا تاکستان در تقاطع آنها قرار دارد، شامل:
| مسیر     | نشان | نام مسیر                                 |
| -------- | ---- | ---------------------------------------- |
| آزادراه۲ |      | آزادراه قزوین- زنجان                     |
| جاده۳۲   |      | جاده تاکستان- ابهر بزرگراه تاکستان-قزوین |
| جاده۳۷   |      | بزرگراه تاکستان- همدان                   |
| جاده۳۸   |      | جاده تاکستان-بوئین زهرا-تهران            |

بزرگراه تاکستان - رشت هم در محدود روستای آقبلاغ آسفالت شده و دوبانده شده است و قطعه‌های بعدی درحال مطالعه است اگر این بزرگراه ساخته شود تاکستان چهارراه ارتباطی غرب کشور محسوب می‌شود

### راه‌آهن
تاکستان در مسیر راه‌آهن تهران به شمال غرب کشور دارای ایستگاه می‌باشد. همچنین تقاطع راه‌آهن تهران-رشت و تهران-تبریز در ۱۰ کیلومتری شمال شهر تاکستان رخ می‌دهد خط دوم زنجان قزوین هندز تکمیل نشده است فقط تا محدوده شهرستانهای تاکستان و ابهر دو خطه است و قطعه‌های بعدی در حال مطالعه است و راه‌آهن تاکستان - همدان که تا شهرستان رزن تکمیل شده و قطعه‌های بعدی درحال ساخت است
قطار حومه ای
با توسعه پروژه بهره‌برداری از قطارهای حومه ای، در سال ۹۷، ایستگاه تاکستان به عنوان آخرین ایستگاه حومه ای غرب تهران معرفی شد و در حال حاضر با یک قطار حومه ای، در مسیر تهران-تاکستان (در ادامه مسیر حومه ای هشتگرد) فعالیت می‌کند.

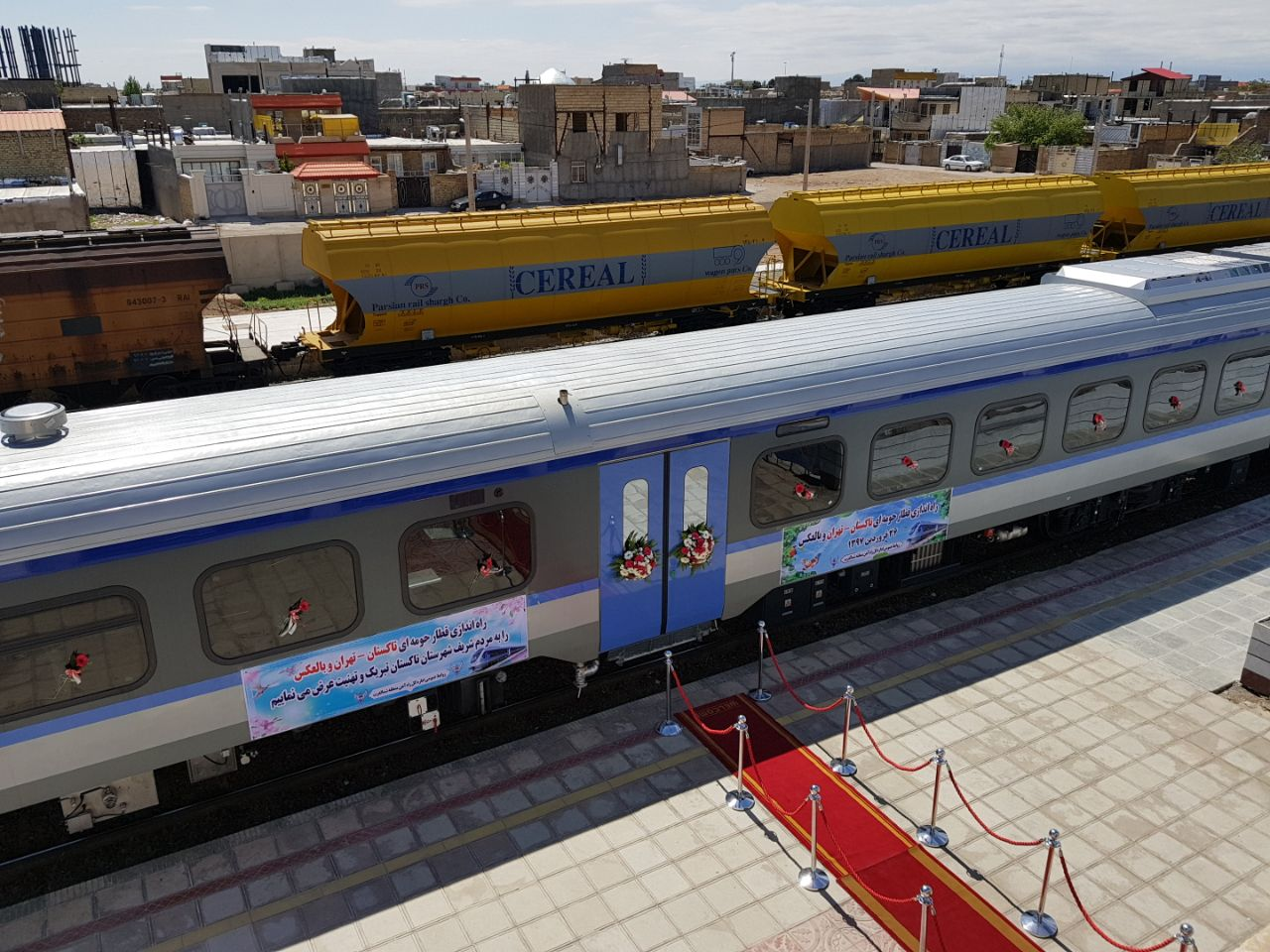
مراسم افتتاح قطار حومه ای تهران-تاکستان

| ایستگاه قبلی      |  | خط حومه‌ای تهران-تاکستان          |  | ایستگاه بعدی |
| ----------------- |  | -------------------------------- |  | ------------ |
| قزوینبه سمت تهران |  | راه‌آهن ایرانتهران-هشتگرد-تاکستان |  | ایستگاه آخر  |

منبع:

### پایانه مسافربری
تاکستان فعلاً فاقد پایانه مسافربری می‌باشد. اما به گفته مسئولان، قرار است بزودی پایانه مسافربری شهرستان تاکستان در ورودی شهر به سمت تهران (میدان دادگستری) احداث شود.

## منطقه ویژه اقتصادی تاکستان
در حال حاضر احداث منطقه ویژه اقتصادی با مساحت ۴۲۷ هکتار در جنب شهرک صنعتی حیدریه به تصویب رسیده و با ارائه گزارش‌های ارسالی در انتظار تصویب شورای عالی مناطق ویژه اقتصادی کشور می‌باشد که بلافاصله بعد از تصویب با ارائه طرح جامع تا پایان سال جاری عملیات اجرایی آماده‌سازی آن آغاز می‌شود.
بر اساس برنامه‌ریزی‌های اولیه ۲۰ درصد از مساحت کلی منطقه ویژه اقتصادی تاکستان در فاز نخست برای عملیات ساخت‌وساز در نظر گرفته می‌شود.

## دانشگاه‌ها
- دانشگاه پیام نور
- دانشگاه آزاد اسلامی
- مؤسسه آموزش عالی

## باشگاه‌های ورزشی
- تیم کشتی پتروپالایش تاکستان[۲۲]
- باشگاه فرهنگی ورزشی محمدرضا غفاری[۲۳]

## نگارخانه

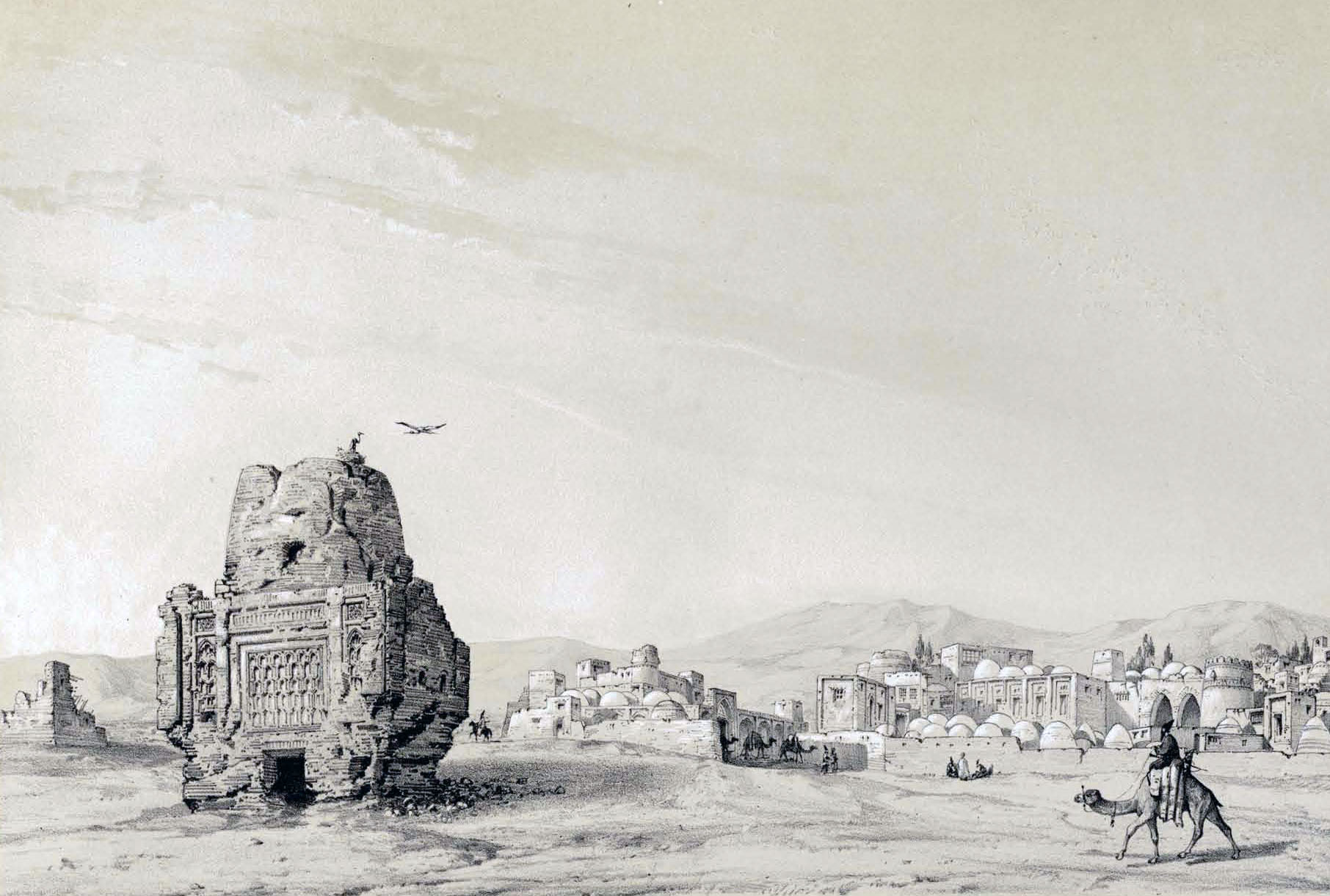
نقاشی بعقه پیر اثر اوژن فلاندن از تاکستان (۱۸۴۰)
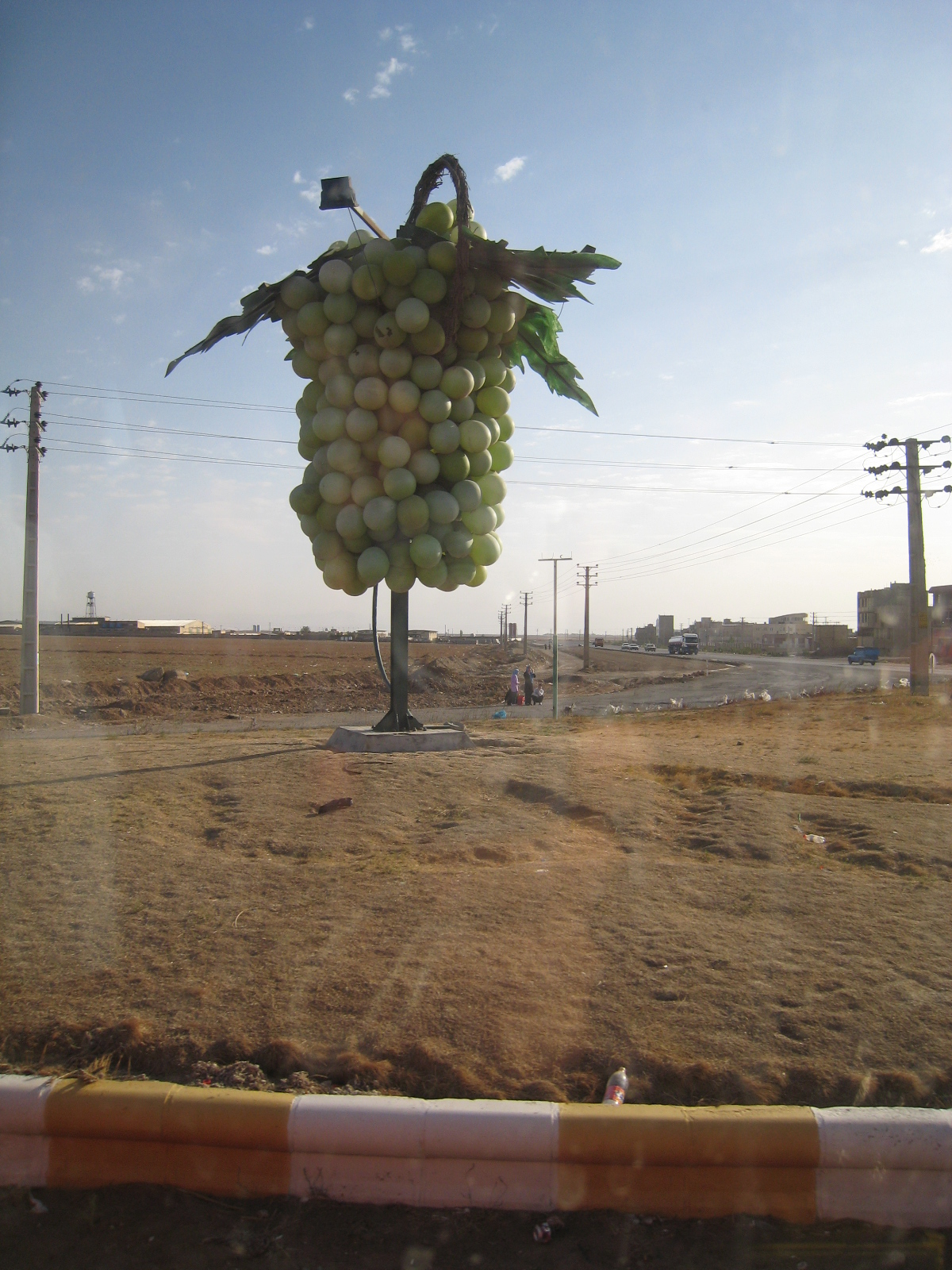
میدان انگور تاکستان(قدیم)
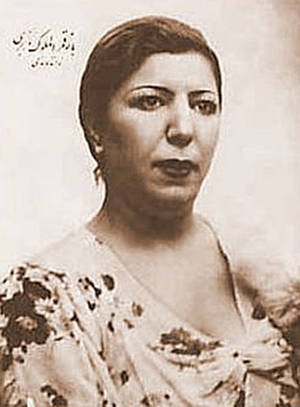
قمرالملوک وزیری، نخستین زنی که در ایران بدون حجاب روی صحنه رفت.از او با عنوان «هزاردستان آواز ایران» یاد شده و یکی از پرآوازه‌ترین خوانندگان زن در آوازهای سنتی ایران دانسته می‌شود.